# 한글날
한글날 또는 조선글날은 한글의 우수성을 널리 알리고 세종대왕이 훈민정음을 창제하여 반포한 사실을 기념하는 날이다. 한글날은 기념일로 지정한 국경일이다.
대한민국에서는 10월 9일을 한글날로 정하여 태극기를 게양하며, 법정 공휴일로 지정하였다. 조선민주주의인민공화국에서는 세종대왕이 훈민정음을 창제한 날인 1월 15일을 조선글날로 정하였다.

## 유래와 역사

훈민정음 언해본

한글날은 한글 반포일을 기념하는 날로 《세종실록》 1446년(세종 28년) 음력 9월 29일의 기록에 따르면 훈민정음을 9월중에 반포했다고 추정한다. 이를 근거로 지금 한글 학회의 전신인 조선어연구회와 신민사가 1926년 음력 9월 마지막 날인 음력 9월 29일(양력 11월 4일)에 훈민정음 반포 여덟 회갑(480년)을 기념하는 행사를 가졌다. 그 당시 한글을 ‘가갸글’이라고도 불렀으므로 이날을 제1회 ‘가갸날’이라고 했다. 그러다가 국어학자인 주시경이 1906년에 제안했던 ‘한글’이라는 이름을 붙여서 1928년부터는 ‘한글날’로 명명했다.
1931년 또는 1932년부터 양력으로 당시 날짜를 확인하여 10월 29일에 지냈다. 이것은 1582년 이전 윤일은 율리우스력에 따라 매기고, 1582년에 생략한 날짜를 고려하지 않고 잘못 환산했다. 1446년 당시 서양이 사용했던 율리우스력으로 환산하면, 실제로는 율리우스력으로 10월 18일이 된다.
한글연구단체인 조선어학회 회원이었던 국어학자 이희승과 이극로는 이를 1932년이라고 기록했지만, 1931년부터 양력으로 지냈다는 신문 기사도 있다. 1934년부터 전문가들 의견을 따라 1582년 이전 기간도 그레고리력을 썼다고 가정하는 역산 그레고리력(proleptic gregorian calender)을 적용해야 타당하다는 합의가 나와 그에 따라 계산한 10월 28일에 지내었다.
그러던 중에 한글을 반포한 날에 대해 좀 더 구체적으로 기록한 《훈민정음 해례본》을 1940년에 경북 안동에서 발견하였다. 이 책에 정인지가 쓴 서문 내용에 따르면 9월 상순에 《훈민정음 해례본》을 완성하였다고 기록했다. 이를 토대로 1446년 9월 상순 마지막 날인 음력 9월 10일을 그레고리력으로 계산하면 10월 9일이 되므로 새로이 한글날을 10월 9일로 변경하여 기념한다.

### 대한민국
1945년 8.15 광복 이후 대한민국 정부는 11월 16일을 한글날로 제정하고 공휴일로 만들었다.
1949년 6월 4일 대통령령 "관공서의공휴일에관한건"을 제정하면서, "10월9일(한글날)"도 공휴일로 지정했다. 1949년부터 1990년까지 매년 10월 9일 한글날은 공휴일이었다.
1949년 10월 1일 "국경일에관한법률"을 제정하였다. 당시 국경일은 3·1절, 제헌절, 광복절, 개천절 네 개였고, 한글날을 포함하지 않았다.
1970년 6월 15일 "관공서의공휴일에관한건"이 "관공서의공휴일에관한규정"으로 전부개정했고, 한글날을 계속해서 공휴일로 포함했다.
1982년 5월 15일 "각종기념일등에관한규정"을 개정하면서, "[별표] 각종기념일표"에 한글날을 포함했다.
1984년 2월 21일 "대한민국국기에관한규정"을 제정하면서, 제12조에서 국경일, 국군의 날, 현충일 등과 함께 한글날에도 국기를 게양한다고 규정했다. 1984년부터 지금까지 매년 10월 9일 한글날에 국기를 게양한다.
공휴일이 지나치게 많아 경제 발전에 지장이 있다는 이유로 1990년 11월 5일 "관공서의공휴일에관한규정"을 개정하면서, 국군의 날과 함께 한글날을 공휴일에서 빼었다. 이에 따라 1991년부터 2012년까지 매년 10월 9일 한글날이 공휴일이 아니었는데, 다만 1994년, 2005년, 2011년에는 일요일이었던 관계로 쉬었다.
2005년 10월 5일 대한민국 국회 문화관광위원회는 ‘한글날 국경일 지정 촉구 결의문’을 만장일치로 채택했다. 2005년 11월 30일 국회 행정자치위원회는 법안심사 소위를 열어 한글날을 국경일로 격상하는 내용의 ‘국경일에 관한 법률 개정안’을 상정했고, 이 개정안은 2005년 12월 8일 국회 본회의에서 통과했다. 이로써 2005년부터 지금까지 매년 11월 16일 한글날은 국경일이다. 국경일이라고 해서 공휴일인 것은 아니다. 한글날은 국경일이면서 쉬지 않는 날이었다.
2006년 9월 6일 "각종 기념일 등에 관한 규정"을 개정하면서, "[별표] 각종기념일표"에서 한글날을 제외했다. 한글날을 국경일에 포함하였기에 별표에서 따로 규정하지 않아도 기념행사를 거행할 수 있다.
2007년 1월 26일 '대한민국국기법'을 제정하면서, 제08조에서 국경일에 국기를 게양한다고 규정했고, 2007년 7월 27일 "대한민국국기법 시행령"을 제정하면서, 같은 날 "대한민국 국기에 관한 규정"을 폐지했다. 한글날은 국경일이므로 당연히 국기를 게양한다.
한글날을 공휴일로 지정하려는 노력을 다각도로 진행하였다. 한글학회, 한글문화연대 등 시민단체의 연합체인 한글날 공휴일 추진 범국민연합은 한글날을 앞두고 국민청원서를 제청했고, 한글날의 기념일 주관 부서인 문화체육관광부는 한글날을 공휴일로 재지정하는 방안을 추진했으며, 정치권에서는 민주당이 어버이날과 함께 한글날을 공휴일로 지정하는 내용의 공휴일에 관한 법률을 발의했다.
2012년 11월 7일 한글날을 다시 공휴일으로 지정하는 내용을 담은 관련 규정의 일부 개정안을 입법 예고하고, 법률 절차를 거쳐 2012년 12월 24일, 국무회의에서 관공서의 공휴일에 관한 규정 일부 개정령안을 통과하여서, 2012년 12월 28일 "관공서의 공휴일에 관한 규정"을 개정하면서, 한글날을 다시 공휴일로 지정했으며, 2013년부터 매년 10월 9일 한글날은 공휴일이다.

## 기념
대한민국 정부는 아래와 같은 법률 및 시행령으로 한글날 행사를 진행한다.
국어기본법 제20조 (한글날) ① 정부는 한글의 독창성과 과학성을 국내외에 널리 알리고 범국민적 한글 사랑 의식을 높이기 위하여 매년 10월 9일을 한글날로 정하고, 기념행사를 한다.
② 제1항에 따른 기념행사에 관하여 필요한 사항은 대통령령으로 정한다. [전문개정 2011.4.14.]

국어기본법 시행령 제15조(한글날 기념행사) ① 정부는 법 제20조제1항에 따른 한글날 기념행사를 할 때에 한글과 국어 발전에 이바지한 공이 매우 큰 개인이나 단체를 한글발전유공자로 포상하고, 한국 문화 창달에 이바지한 공적이 뚜렷한 개인이나 단체에 대하여 세종문화상을 수여할 수 있다.
② 제1항에 따른 한글발전유공자의 포상은 '상훈법'에서 정하는 바에 따르고, 세종문화상의 수여는 '정부 표창 규정'에서 정하는 바에 지키며, 시상 분야, 수상 인원과 그 밖에 필요한 사항은 문화체육관광부장관이 정한다.  〈개정 2013.1.16.〉

그외에 다른 한글 진흥을 위한 부분은 국어기본법 및 시행령에 따라 대한민국 정부에서 주관하여 진행한다.
2005년에 국어기본법과 국어기본법 시행령을 제정하여 한글날 기념 부분을 법률화하고, 2006년 〈각종 기념일 등에 관한 규정〉[별표]을 개정해서 한글날 관련 별표가 삭제되었다.
이전에는〈각종기념일등에관한규정〉[별표]에 따라 한글날에는 문화체육관광부가 주관하여 “세종대왕의 성덕과 위업을 추모하고 한글의 우수성을 선양하기 위한 행사를 한다”라고 하였다.

## 같이 보기
- 한글
- 훈민정음
- 국립국어원
- 한국어
- 조선어학회
- 대한민국의 공휴일

- 순우리말